# Bucculatrix magnella
Bucculatrix magnella är en fjärilsart som beskrevs av Victor Toucey Chambers 1875. Bucculatrix magnella ingår i släktet Bucculatrix och familjen kronmalar. Inga underarter finns listade i Catalogue of Life.